# Organe des régulateurs européens des communications électroniques
L’Organe des régulateurs européens des communications électroniques (ORECE) - également connu sous son sigle anglais BEREC (Body of European Regulators for Electronic Communications) - est une instance indépendante européenne basée à Riga (Lettonie) qui rassemble les régulateurs des vingt-sept États membres de l'Union européenne (Autorités réglementaires nationales ou ARN) et neuf « régulateurs observateurs », ainsi qu'un conseil d'administration et un personnel administratif (incluant des fonctionnaires communautaires). Son budget devrait être d'environ 5,5 M€. L'ORECE est soutenue par l'Office de l’ORECE, une agence de l'Union européenne. L'ORECE doit notamment donner des avis sur la définition des marchés européens de l'Internet, et étudier les mesures correctives proposées par les ARN.
L'ORECE a été créé par le Conseil de l'Union européenne et le Parlement européen, à l'intérieur d'un ensemble réglementaire dit Paquet Télécom (adopté en septembre 2009).
L'ORECE s'est réuni pour la 1re fois en janvier 2010 à Bruxelles (pour élire un président et vice-présidents dont le mandat est de 12 mois et dont les premiers sujets de travail sont notamment Next Generation Access, l'obligation de service universel, le dégroupage d'accès au réseau local et l'accès au backhaul du réseau et la neutralité du réseau (avec un projet de lignes directrices sur la neutralité de l'internet et soumis à concertation publique jusqu'au 18 juillet 2016, pour une publication fin août 2016,.

## Histoire
La création de cet organisme a été proposée par Viviane Reding en 2007. Elle souhaitait lui donner un statut d'agence de l'Union européenne. Bien qu'initialement présenté comme disposant du pouvoir de passer outre aux régulateurs nationaux de télécommunications, il s'agit essentiellement d'un simple organe consultatif au service de la Commission européenne. Dans le cadre de la préparation de ce projet d'agence, il a été proposé :
- que l'Autorité émette des avis et des recommandations à la Commission, sur les questions relatives au champ des télécommunications, d'analyse de marchés qui n'auraient pas été terminés dans les délais par les régulateurs nationaux, et sur l'éventuelle imposition de remèdes (tels que le contrôle des prix, la séparation comptable ou les fonctionnalités du réseau (et de l'Internet en particulier).
La Commission étant invitée à tenir le plus grand compte de ces avis et recommandations, mais sans être tenue de les respecter ;
- que l'Autorité puisse émettre des décisions contraignantes, dans le domaine de l'ETNS (préfixe téléphonique paneuropéen 3883).
- que cette Autorité rassemble 27 membres représentant chacun des 27 régulateurs nationaux et de vote à la majorité simple. Un système similaire de coopération existait dans d'autres domaines (par exemple entre la Commission et l'Agence européenne des médicaments[5], bien que concernant les autorisations de mise sur le marché des produits, plutôt pour réglementer les conditions du marché des médicaments.

En 2009, il a finalement été décidé de transformer le Groupe des régulateurs européens des communications électroniques réseaux et services (en) qui avait été créé en 2002 et dont le bureau est basé à Bruxelles en Organe des régulateurs européens des communications électroniques, avec un siège social basé en mai 2010 à Riga en Lettonie.

## Enjeux
Les enjeux sont notamment l'accès équitable pour tous à l'Internet et à ses services, la neutralité du réseau (pour laquelle l'ORECE a lancé plusieurs consultations) et la mise en cohérence à échelle européenne des systèmes nationaux de régulation. Derrière la notion d'accès les notions de protection des informations personnelles sont aussi un enjeu, de même que la lutte contre les pourriels.
La croissance de l'Internet a aussi un coût énergétique et en consommation de ressources rares, et d'émissions de gaz à effet de serre.

## Missions
L’ORECE joue un rôle de conseil important auprès des institutions de l'Union européenne, avec les objectifs suivants : 
- aider à réaliser les objectifs du Paquet Télécom et assurer la cohérence de son application entre autorités réglementaires européennes ;
- renforcer la coopération entre les régulateurs des États européens et les institutions européennes (Commission européenne, Parlement européen et Conseil de l'Europe) ;
- être une plateforme commune de travail entre les autorités de 37 pays européens (les vingt-sept régulateurs des communications électroniques des États membres de l'Union européenne et les neuf observateurs, régulateurs des pays en cours d’accession à l’Union européenne, des pays membres de l’Espace économique européen et de la Suisse, membre de l’AELE)[8].

Certains auteurs classent le pouvoir de tels organes dans le domaine de la régulation par les actes non-contraignants (droit mou) qui selon Broux & Mathy en 2012 doit encore faire les preuves de son efficacité.
L'ORECE devrait aussi pouvoir contribuer à résoudre certains différends entre opérateurs de communications électroniques.

## Priorités affichées
La stratégie de l'ORECE pour la période 2015-2017 a été définie et publiée en 2015, autour de trois axes :
1. promotion de la concurrence et de l'investissement,
2. parachèvement du marché intérieur,
3. protection des consommateurs.

- En 2016 le programme de travail (soumis à concertation publique[13] puis discuté avec les acteurs du marché à Bruxelles le 15 octobre 2015, puis adopté en décembre 2015) vise « la promotion de la concurrence et de l'investissement » avec un travail et/ou une recherche de position commune sur les produits d’accès, la virtualisation des réseaux, l’internet des objets, la migration IP des réseaux d’accès, le dégroupage, bitstream et liaisons louées (3e phase), le déploiement du très haut débit. l'ORECE a aussi lancé une « étude externe sur les concentrations dans le secteur des communications électroniques » et étudié via un Atelier la mise en œuvre de la directive n° 2014/61 sur la « réduction du coût du déploiement de réseaux de communications électroniques à haut débit »[12]. Dans le cadre du « parachèvement du marché intérieur », l'ORECE s'est aussi engagée à finir un rapport sur les services dits over-the-top et à faire des propositions (demande de la Commission) sur les « mesures d’itinérance prévues dans le projet de règlement « internet ouvert et itinérance internationale » ».
En vue de la révision du cadre réglementaire européen des communications électroniques (initiée par la Commission mi-2015) l’ORECE produit des analyses sur ce sujet.
Concernant la protection des consommateurs : L'ORECE doit produire[12] :
- des lignes directrices concernant la « neutralité de l’internet » telle que prévue par le projet de règlement « internet ouvert et itinérance internationale »[12]
- un système de suivi de la qualité de service internet (en opt-in) pour 2017[12]
- un travail sur l'accessibilité du web[12].

## Gouvernance
(février 2022).
L’ORECE est composé du conseil des régulateurs, appuyé par le bureau permanent (dit « Office ») situé à Riga (Lettonie).
Les réunions du conseil sont préparées par des réunions du réseau de contact (chaque trimestre).
Le 10 décembre 2015, Sébastien Soriano (président de l'Arcep) a été élu à la présidence de l'ORECE (jusqu'en 2018) en tant que vice-président de l'ORECE. La parité homme femme n'y est pas assurée.
Le 3 octobre 2019, Michel Van Bellinghen (Président de l'IBPT) a été élu à la présidence de l'ORECE pour l'année 2021. Il occupera l'un des quatre sièges de vice-président durant l'année 2020.

## Compléments

### Lectures approfondies
- O. Batura, Regulatory networks: the role of BEREC in regulation of the common market for electronic communications. In 23rd European Regional ITS Conference, Vienna 2012 (No. 60388). International Telecommunications Society (ITS), 2012
- L. Garzaniti et M. O'Regan, New procedures and remedies for regulating dominant operators under the EU Electronic Communications Regulatory Framework, Journal of European Competition Law & Practice, 2010, 1(3), 213-215 (résumé).
- N. Isnardn, Le règlement des différends entre opérateurs de communications électroniques (Thèse de doctorat soutenue le 09-12-2015 à l'Université Paris Saclay, dans le cadre de École doctorale, Sciences de l'Homme et de la Société (Sceaux, Hauts-de-Seine), en partenariat avec le Collège d'études interdisciplinaires (Sceaux, Hauts-de-Seine) (laboratoire) et de l'Université de Paris-Sud, 2015
- M. Mester, Independent NRAs in European Electronic Communications Policy-Making and Regulation-The Road to BEREC and Beyond. Studia Iuridica Auctoritate Universitatis Pecs Publicata, 2010, 147, 113 (résumé).
- G. Pflieger, La régulation des communications électroniques en France et en Europe, 2012, Flux, (1), 51-62.
- S. Simpson, New governance as political compromise in European telecommunications: the amended European Union electronic communications regulatory framework, 2010
- M. Turudić, BEREC: A Compromise Approach in the Regulation of the Electronic Communications Market of the European Union. Zbornik Pravnog fakulteta u Zagrebu, 2012, 62(3), 961-987 (résumé).
- C. Vlachou, La coopération entre les autorités de régulation en Europe (communications électroniques, énergie) ; Thèse de doctorat soutenue le 18 novembre 2014 à Paris 2 ; École doctorale Georges Vedel ; Droit public interne, science administrative et science politique (résumé).